# Suku
Suku eller basuku är en folkgrupp i Kwango-provinsen i sydvästra Kongo-Kinshasa samt i nordvästra Angola, bestående av omkring 130 000 människor (2000). De talar ett bantuspråk tillhörande Niger-kongo-språken.
Sukufolkets ekonomi är baserad på jordbruk; bland annat odlas maniok, jams och jordnötter. Det är framför allt kvinnorna som odlar, medan männen jagar. Släktskap räknas på mödernet. De är särskilt kända för sitt konsthantverk, som uppvisar flera olika stilistiska variationer. I deras nordliga områden dominerar ett kraftigt stiliserat uttryck med många människoliknande former, medan stilen i söder är mjukare och mer realistisk.